# Speloncato
Speloncato település Franciaországban, Haute-Corse megyében. Lakosainak száma 261 fő (2022. január 1.). Speloncato Monticello, Nessa, Feliceto, Pioggiola, Santa-Reparata-di-Balagna és Ville-di-Paraso községekkel határos.

## Népesség
A település népessége az elmúlt években az alábbi módon változott:
| Lakosok száma | 150  | 191  | 194  | 266  | 288  | 281  | 276  | 285  | 277  | 261  |
|               | 1968 | 1982 | 1990 | 2006 | 2013 | 2015 | 2017 | 2019 | 2020 | 2022 |